# Hypsiboas paranaiba
Hypsiboas paranaiba es una especie de anfibio anuro de la familia Hylidae.

## Distribución geográfica
Esta especie es endémica de Minas Gerais en Brasil. Se encuentra en los municipios de Araguari e Ituiutaba.

## Publicación original
- Carvalho, Giaretta & Facure, 2010: A new species of Hypsiboas Wagler (Anura: Hylidae) closely related to H. multifasciatus Günther from southeastern Brazil. Zootaxa, n.º 2521, p. 37-52.[3]